# أولاد حملة
أولاد حملة، هي إحدى بلديات دائرة عين مليلة ولاية أم البواقي الجزائرية.

## الجغرافيا
يحدها من الشمال الغربي : دائرة التلاغمة، ومن الجنوب الغربي: بلدية سوق نعمان، ومن الشمال الشرقي: الخروب (ولاية قسنطينة)، ومن الجنوب الشرقي بلدية عين مليلة.
لرؤية أولاد حملة على الخريطة: خريطة أولاد حملة.
مساحتها: 152 كلم² حسب إحصائيات 31/02/2002.

## السكان
بلغ عدد سكان أولاد حملة 11546 حسب تقديرات سنة 2004 بمعدل 75.96 نسمة/كلم، وبلغ 13000 نسمة حسب الإحصاء العام للسكان الذي جرى في فترة 16-30 أفريل 2008.